# بيري كوتن
بيري كوتن (بالإنجليزية: Perry Cotton)‏ هو لاعب كرة قدم نيوزيلندي، ولد في 11 نوفمبر 1965. شارك مع منتخب نيوزيلندا لكرة القدم. أما مع النوادي، فقد لعب مع سكونثورب يونايتد ونادي رانكورن هالتون ونادي كيترينغ تاون.

## وصلات خارجية
- بيري كوتن على موقع الاتحاد الدولي (مؤرشف)  (الإنجليزية)
- بيري كوتن على موقع قاعدة بيانات كرة القدم.إي يو (الإنجليزية)